# Jean Baptiste Boisduval
Jean Baptiste Alphonse Déchauffour de Boisduval (n. 24 iunie 1799 – d. 30 decembrie 1879) a fost un entomologist, botanist și fizician francez. A inventat și dezvoltat scara Boisduval și a identificat multe specii noi de fluturi. Fiind unul dintre cei mai renumiți specialiști în domeniul lepidopterelor din Franța, a fost co-fondator al Société Entomologique de France (Societatea Entomologică Franceză). 
La începutul carierei a fost interesat de studiul coleopterelor și a colaborat cu Lacordaire și Latreille. A fost custodele colecției Pierre Françoise Marie Auguste Dejean din Paris și a descris multe specii de gândaci, fluturi și molii în urma călătoriilor de la bordul navei franceze Astrolabe. 

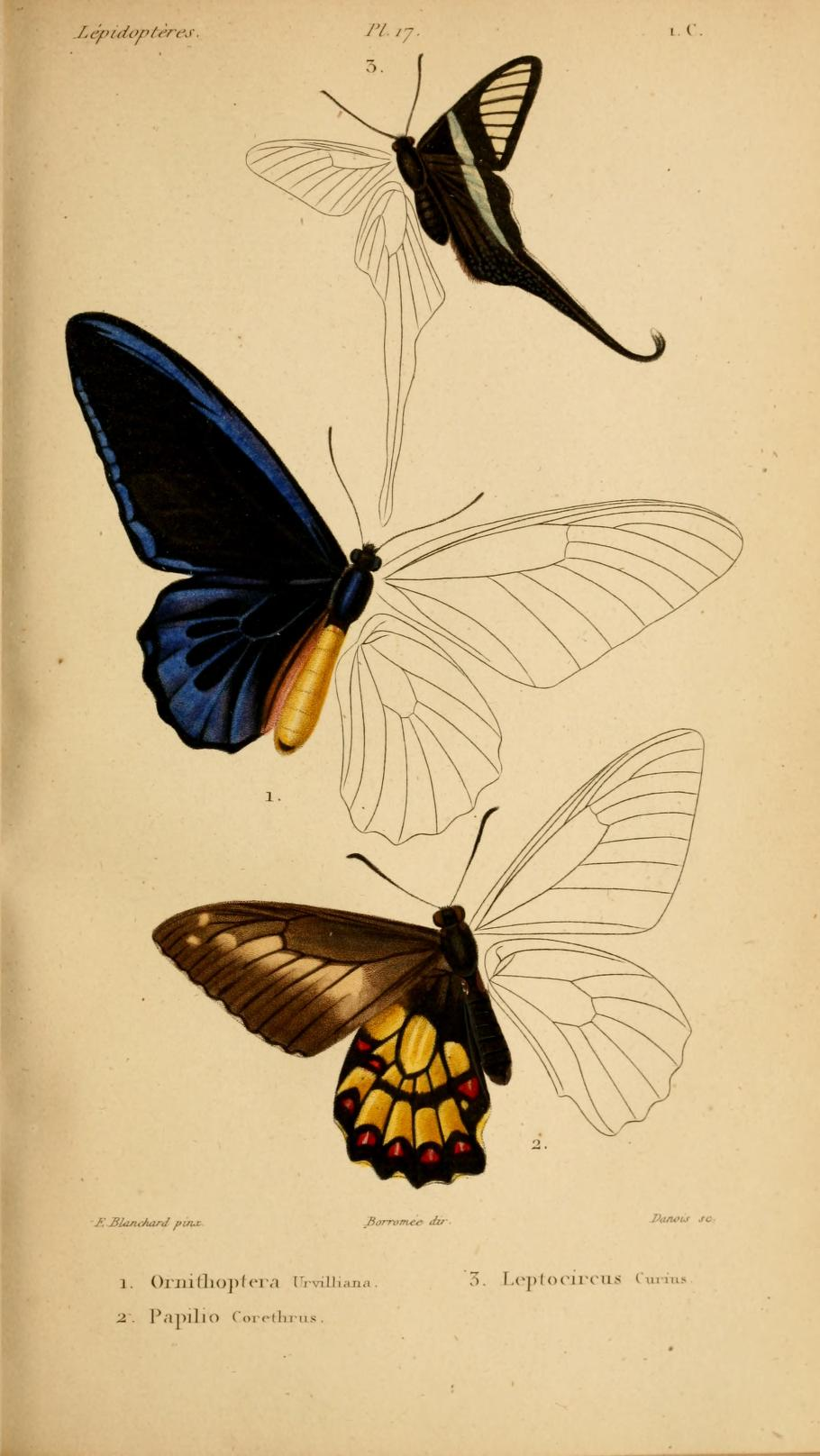
Specii din Général des Lépidoptéres, planșa 17

Deși este cunoscut în străinătate pentru activitatea sa în domeniul entomologiei, el și-a început cariera în botanică, colecționând un număr mare de exemplare de plante franceze și scriind pe larg despre acest subiect de-a lungul carierei sale, o lucrare fiind Flores française (din 1828).